# Lucas de Wael

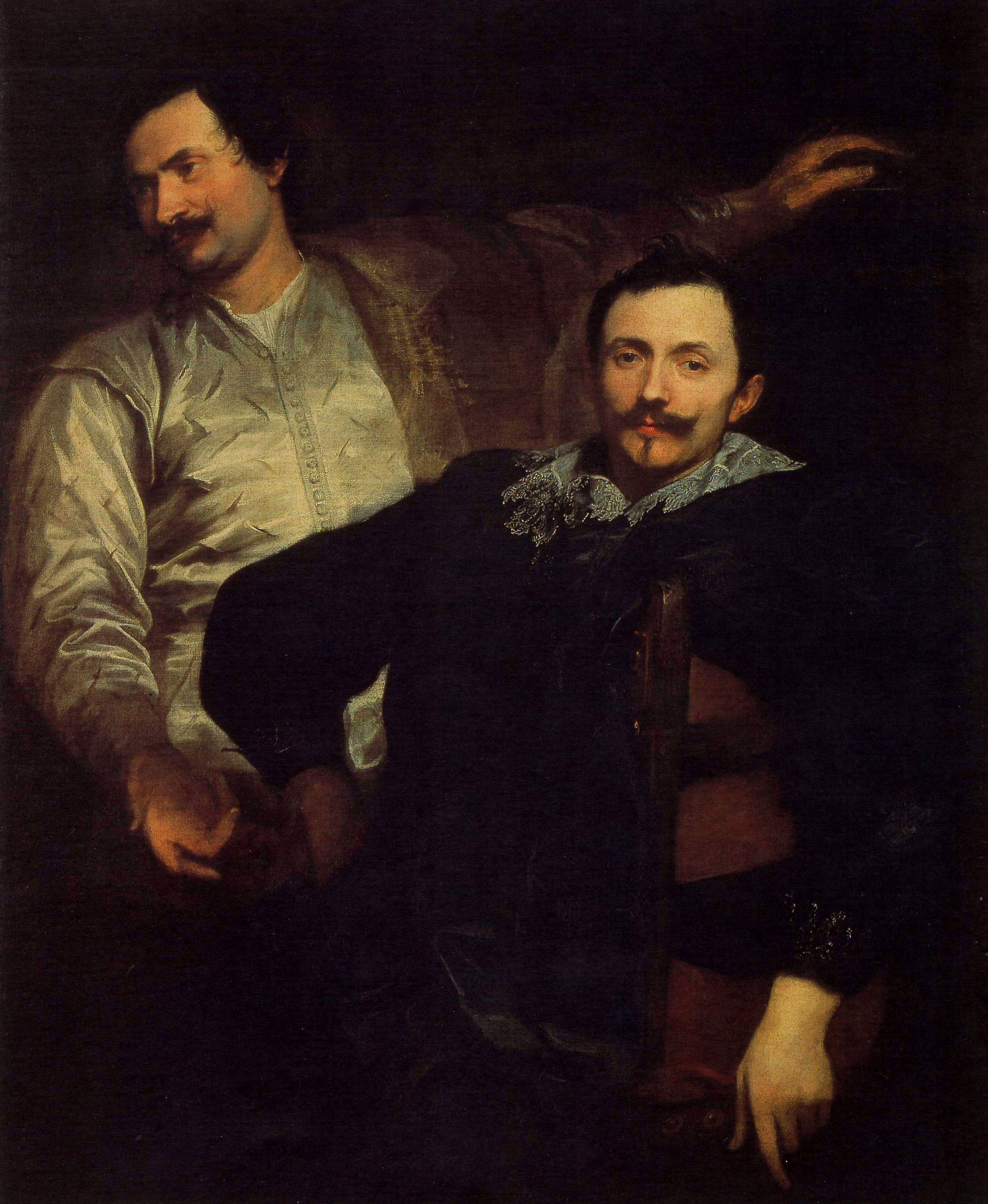
Portret van de broers Lucas en Cornelis de Wael door Anthony van Dyck.

Lucas de Wael (Antwerpen, 1591 – aldaar, 1661) was een Brabants kunstschilder, graficus en handelaar.

## Biografie
De Wael werd geboren in een kunstenaarsfamilie in Antwerpen als de zoon van schilder Jan de Wael I (1558–1633). Zijn moeder was Gertrude de Jode hetgeen hem een neef maakte van de graficus Pieter de Jode II. Hij zou al op jonge leeftijd naar Frankrijk gereisd hebben. Zijn jongere broer Cornelis de Wael (1592–1667), die ook een kunstschilder was, vergezelde hem in 1619 naar Italië waar ze zich in Genua vestigden. Zijn broer Cornelis zou hier het grootste gedeelte van zijn leven doorbrengen. Genua was een aantrekkelijke bestemming voor kunstenaars aangezien de concurrentie tussen kunstenaars er minder intens was dan in Rome, Florence en Venetië, terwijl er tegelijkertijd een zeer groot aantal potentiële klanten en verzamelaars leefden.
In Genua werd het huis-atelier van de gebroeders De Wael de spil van de daar neergestreken kolonie van Vlaamse kunstenaars. De in Genua wonende Vlaamse schilders, onafgezien van hun roem, konden allen voordeel halen uit het werk en de artistieke activiteit die zich rond de woning van de gebroeders concentreerden. De broers verschaften een welkom, een thuis, materialen en gereedschappen, ze hielpen bij de integratie, speelden aanbevelingen aan opdrachtgevers door en legden mededingingsregels vast. Toen Anthony van Dyck Genua bezocht, verbleef hij bij de broers. Anthony van Dyck schilderde een portret van de broers dat later gegraveerd werd door Wenceslas Hollar. Lucas keerde in 1628 terug naar Antwerpen waar hij actief bleef als kunstenaar en ook een contactpersoon was voor de handelsactiviteiten van zijn broer Cornelis die in Italië was gebleven.
Zijn zoon Jan Baptist de Wael zou later naar Genua reizen om er leerling te worden in het atelier van zijn oom Cornelis de Wael.

## Werken
Lucas is vooral bekend om zijn etsen, maar hij bouwde ook een reputatie op met zijn olieverfschilderijen en fresco's. Het grootste deel van zijn werk bestaat uit landschappen en scènes van havens met schepen. Hij ondertekende zelden zijn werken hetgeen toeschrijving bemoeilijkt.